# .cr
.cr je národní doména nejvyššího řádu pro Kostariku.

## Domény druhé úrovně
- ac.cr: Akademické
- co.cr: Komerční
- ed.cr: Vzdělávací zařízení
- fi.cr: Finanční instituce
- go.cr: Vládní instituce
- or.cr: Neziskové organizace
- sa.cr: Zdravotní zařízení a instituce s tímto zaměřením